# Бехово (Смоленская область)
Бехово — деревня в Рославльском районе Смоленской области России. Входит в состав Пригорьевского сельского поселения. Население — 79 жителей (2007 год). 
Расположена в южной части области в 21 км к юго-востоку от Рославля, в 7 км южнее автодороги Р120 Орёл — государственная граница с Республикой Беларусь, на берегу реки Пет. В 11 км северо-восточнее деревни расположена железнодорожная станция Любестово на линии Рославль — Брянск. 

## История
В годы Великой Отечественной войны деревня была оккупирована гитлеровскими войсками в августе 1941 года, освобождена в сентябре 1943 года.